# Список послов СССР и России в Тринидаде и Тобаго
В статье представлен список послов СССР и России в Тринидаде и Тобаго.

## Хронология дипломатических отношений
- 6 июня 1974 г. — установлены дипломатические отношения на уровне посольств.
- 1975—1991 гг. — дипломатические отношения со стороны СССР осуществлялись через посольство в Венесуэле.
- С 1991 г. — дипломатические отношения со стороны России осуществляются через посольство в Гайане.

## Список послов
| Срок полномочий                   | Посол                          | Годы жизни | Вручение верительных грамот | Комментарии         |
| --------------------------------- | ------------------------------ | ---------- | --------------------------- | ------------------- |
| СССР                              |                                |            |                             |                     |
| 19 апреля 1975 — 14 июля 1980     | Владимир Николаевич Казимиров  | 1929—2024  | 13 июня 1975                | По совместительству |
| 14 июля 1980 — 28 апреля 1986     | Вайно Иосипович Вяльяс         | 1931—2024  | 17 декабря 1980             | По совместительству |
| 1 июня 1986 — 1991                | Владимир Максимович Гончаренко | 1928—2016  |                             | По совместительству |
| Российская Федерация              |                                |            |                             |                     |
| 1991 — 13 сентября 1995           | Михаил Аркадьевич Соболев      | 1937—2021  |                             | По совместительству |
| 13 сентября 1995 — 5 мая 1999     | Тахир Бяшимович Дурдыев        | 1937—      |                             | По совместительству |
| 5 мая 1999 — 26 июля 2002         | Игорь Николаевич Прокопьев     | 1940—      |                             | По совместительству |
| 26 июля 2002 — 27 июля 2007       | Владимир Степанович Стариков   | 1947—      |                             | По совместительству |
| 24 октября 2007 — 21 февраля 2011 | Павел Артемьевич Сергиев       | 1951—      |                             | По совместительству |
| 10 мая 2011 — 6 декабря 2017      | Николай Дмитриевич Смирнов     | 1951—      |                             | По совместительству |
| 6 августа 2018 — 17 июня 2025     | Александр Сергеевич Курмаз     | 1959—      | 8 октября 2018              | По совместительству |
| 8 августа 2025 — настоящее время  | Андрей Анатольевич Прицепов    | 1960—      |                             | По совместительству |